# Hukou, Guangdong
Hukou (kinesiska: 湖口) är en köping i sydöstra Kina. Den ligger i Nanxiong i staden Shaoguan i provinsen Guangdong, omkring 250 kilometer nordost om provinshuvudstaden Guangzhou. Antalet invånare är 17 294. Befolkningen består av 8 952 kvinnor och 8 342 män. Barn under 15 år utgör 22,0 %, vuxna 15-64 år 64 %, och äldre över 65 år 13,0 %.